# 모리 가즈토시
모리 가즈토시(일본어: 森 和俊も, 1958년 7월 7일~)는 일본의 생물학자이다. 오카야마현 구라시키시 출신으로 교토 대학 대학원 이학연구과 교수이며 전문은 분자생물학, 세포생물학, 생물물리학이다.

## 주요 경력
- 1974년 : 오카야마 현립 구라시키세이료 고등학교 입학
- 1977년 : 오카야마 현립 구라시키세이료 고등학교 졸업
- 1977년 : 교토 대학 공학부 합성화학과 입학
- 1978년 : 교토 대학 약학부 제약화학과로 전과
- 1981년 : 교토 대학 약학부 제약화학과 졸업
- 1983년 : 교토 대학 대학원 약학연구과 석사 과정 수료
- 1985년 : 교토 대학 대학원 약학연구과 박사 과정 수료
- 1985년 : 기후 약과대학 조수
- 1987년 : 약학박사 학위 취득(교토 대학)
- 1989년 : 미국 텍사스 대학교 박사연구원
- 1993년 : HSP 연구소 주임연구원
- 1999년 : 교토 대학 대학원 생명과학연구과 조교수
- 2003년 : 교토 대학 대학원 이학연구과 교수(생물과학 전공, 생물물리학 교실)

## 수상 경력
- 1997년 : 생화학회 장려상
- 2005년 : 와일리상
- 2006년 : 생화학회 가키우치상
- 2008년 : 오사카 과학상
- 2009년 : 가드너 국제상[1]
- 2011년 : 우에하라상(우에하라 기념 생명 과학 재단)
- 2013년 : 아사히상[2]
- 2014년 : 쇼상 생명과학 및 의학부문[2]
- 2014년 : 앨버트 래스커 기초 의학 연구상[2]
- 2015년 : 톰슨 로이터 선정 ‘노벨상 수상 예측 인물’ - 《소포체내의 변성단백질의 검출과 수복에 의한 메커니즘을 독자적으로 발견》
- 2016년 : 일본 학사원상·은사상[3]
- 2018년 : 생명과학 돌파구 상[4]
- 2018년 : 안도 모모후쿠상 대상[5]

### 상훈
- 2010년 : 자수포장[6]
- 2018년 : 문화공로자

## 저서
- 모리 가즈토시 (2016년). 《細胞の中の分子生物学》 [세포 속의 분자생물학]. 고단샤. ISBN 978-4-06-257944-5.

## 참조
- Biographical Notes of Laureates - Kazutoshi Mori - The Shaw Prize